# Augustin Dubail
Augustin Dubail (aussi appelé Auguste Dubail, Edmond Dubail ou Yvon Dubail[réf. souhaitée]), né le 15 avril 1851 à Belfort (France) et mort le 7 janvier 1934 à Paris (France), est un général français, grand-croix de la Légion d'honneur et médaillé militaire.
Saint-Cyrien, il combat pendant la guerre franco-allemande de 1870, puis, général, il commande une armée puis un groupe d'armées durant la Première Guerre mondiale.
Il est grand chancelier de la Légion d'honneur de 1918 à 1934.

## Biographie

### Formation
Augustin-Yvon-Edmond Dubail est né à Belfort le 15 avril 1851. Il intègre l’École spéciale militaire de Saint-Cyr (ESM) le 20 octobre 1868 (promotion de Suez, 1868-1870). À sa sortie, le sous-lieutenant Dubail rejoint l'infanterie et il sert au 10e bataillon de chasseurs à pied.

### Guerre de 1870
Pendant la guerre franco-allemande de 1870, il prend part avec son bataillon de chasseurs aux premières batailles dans l’Est de la France avant d’être capturé à Metz en octobre 1870 et interné en Allemagne. Libéré en avril 1871, il est affecté à l’armée de Versailles.

### Officier dans l'infanterie et professeur à l'ESM
En 1873, Dubail est promu lieutenant et il sert au 138e régiment d’infanterie.
Il est admis à suivre les cours de l’École supérieure de guerre, nouvellement créée, en 1877.
Classé 51e sur 67 en 1878, il gagne l’Algérie pour être employé au 1er régiment de zouaves.
De retour en métropole, le capitaine Dubail, excellent cartographe et géographe, est affecté à l’École spéciale militaire de Saint-Cyr en 1880, d’abord pour enseigner la géographie puis en qualité de professeur adjoint au cours d’art et d’histoire militaire de 1883 à 1886.
La notoriété de Dubail dépasse alors le cadre militaire. Il publie des ouvrages sur l’éducation militaire et la formation des officiers. Il est aussi l’auteur de manuels scolaires de géographie destiné au cours élémentaire. Il a aussi contribué à la Géographie illustrée de la France et de ses colonies de Jules Verne parue en 1876.
Il est ensuite appelé en février 1886 au ministère de la Guerre pour occuper les fonctions d’officier d’ordonnance du général Boulanger, ministre de la Guerre. Puis, il est affecté dans divers états-majors et régiments d’infanterie.
En 1901, il est promu colonel et il prend le commandement du 1er régiment de zouaves à Alger.

### Général et commandant de l'ESM
Général de brigade en décembre 1904, il commande plusieurs brigades d’infanterie jusqu’en 1906.
Le 27 septembre 1906, il est placé à la tête de l’École spéciale militaire de Saint-Cyr. Il est chargé de mettre en œuvre la réforme de la formation des officiers. Ainsi, avant leur scolarité de deux ans à Saint-Cyr, les élèves officiers sont désormais obligés d’effectuer un an de service militaire dans un corps de troupe. Quand ils intègrent l’École, les Saint-cyriens possèdent déjà de solides connaissances militaires, bouleversant ainsi l’instruction et l’enseignement à la « Spéciale ».

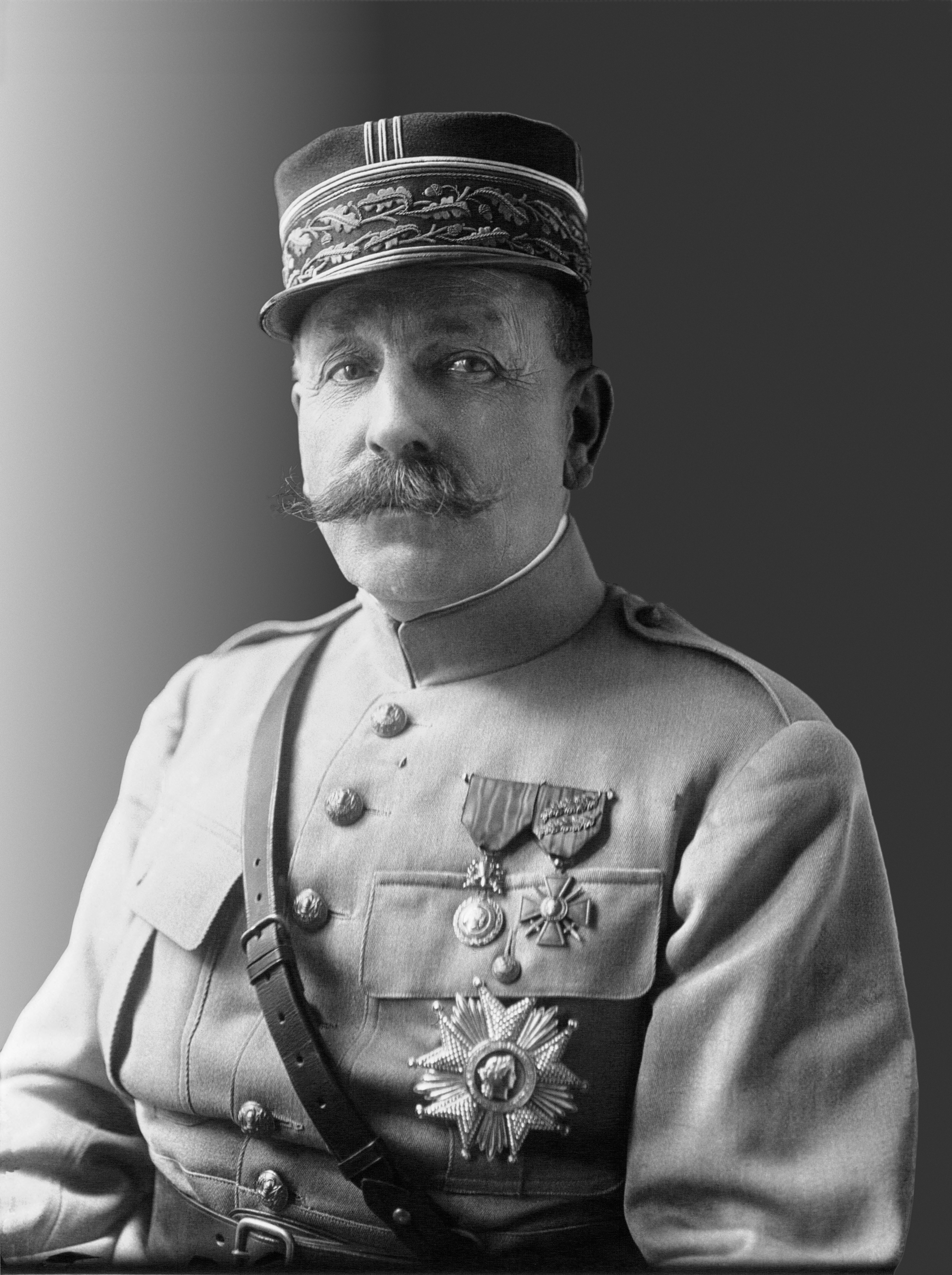
Augustin Dubail en 1921 (agence Meurisse).

### Membre du Conseil supérieur de la guerre
Le 25 décembre 1908, Dubail est promu général de division. Il prend d’abord le commandement de la 14e division d’infanterie puis il est nommé chef de cabinet du ministre de la Guerre, Maurice Berteaux, le 5 mars 1911.
En mai, Dubail devient brièvement chef d’état-major général de l’armée durant 2 mois, remplacé par Joseph Joffre.
Membre du Conseil supérieur de la guerre, vice-président du comité technique d’état-major, vice-président de la commission militaire supérieure des chemins de fer et inspecteur permanent des écoles militaires, Dubail est l’un des officiers généraux les plus en vue à la veille de la Première Guerre mondiale.

### Première Guerre mondiale
À la déclaration de guerre, il commande la 1re armée en Lorraine. Il pénètre en Alsace par la trouée de Belfort et s’oppose à l’avancée allemande à l’occasion de la bataille de Sarrebourg et à la bataille de la trouée de Charmes.
Le 25 septembre 1914, il coordonne les 1re et 3e armées tout en commandant la 1re armée.
Le 5 janvier 1915, Dubail reçoit le commandement du groupe d'armées de l'Est (plus de 600 000 hommes), dans le secteur de Verdun. Dès le mois de juillet, il signale l'insuffisance des défenses des forts en artillerie, mais ses avertissements sont ignorés en partie par le haut-commandement. Pendant la bataille, il sera écarté par son ami le général Édouard de Castelnau qui le remplace par le général Pétain : il gardera une profonde amertume. Atteint par la limite d’âge, il est admis à la retraite en 1916.
Il est Gouverneur militaire du camp retranché de Paris de mars 1916 jusqu'au printemps 1918.

### Grand chancelier de la Légion d'honneur
Le 14 juin 1918, il est nommé grand chancelier de la Légion d'honneur.
Au début des années 1920, il publie son journal de campagne.
En 1921, il crée la Société d'entraide des membres de la Légion d'Honneur (SMLH), avec le soutien du président de la République Alexandre Millerand, pour venir en aide aux récipiendaires les plus démunis. Enfin, en 1925 il ouvre le musée de la Légion d'honneur à Paris.

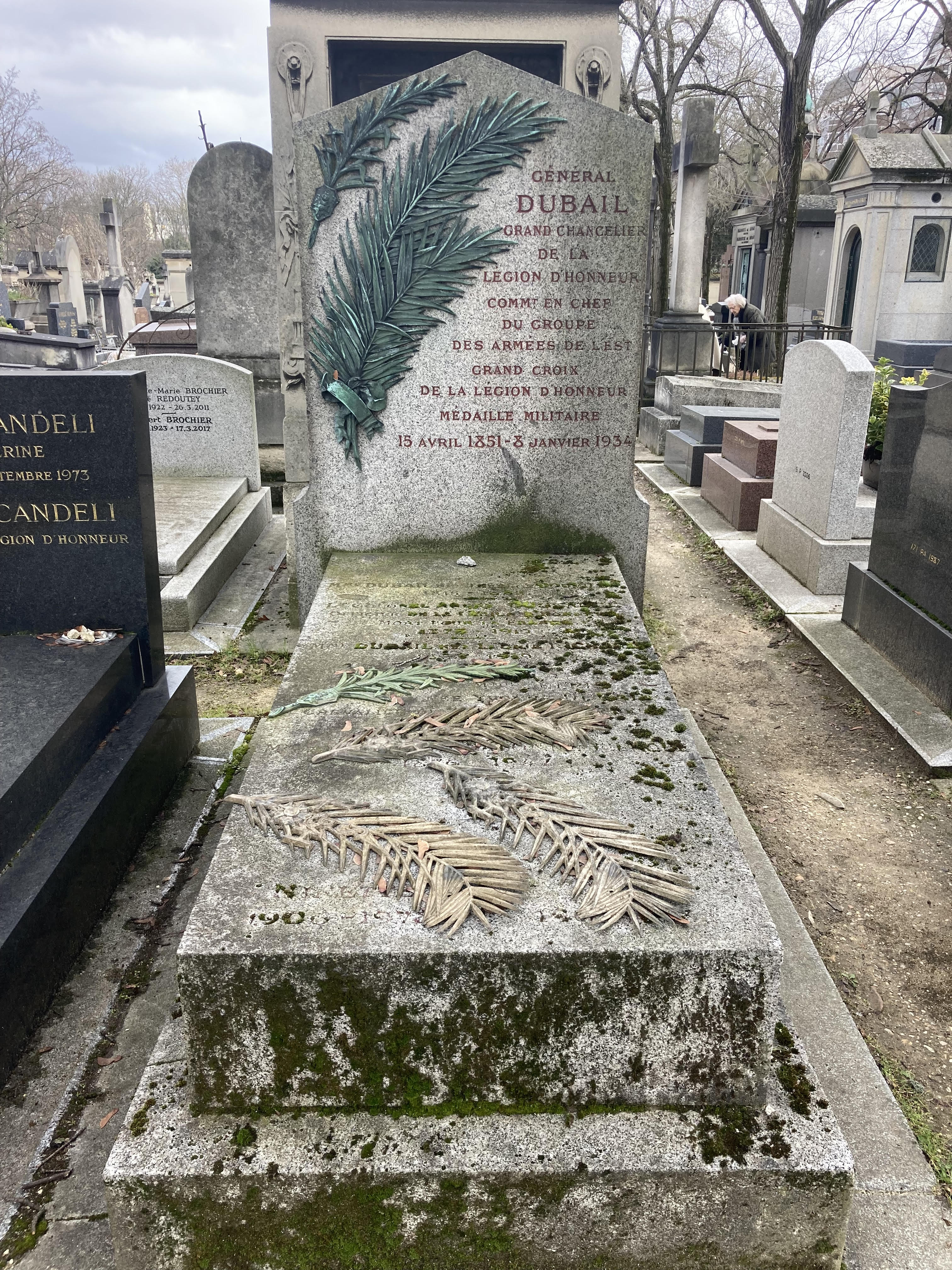
Tombe du général au cimetière du Montparnasse.

Le général Dubail s’éteint à Paris le 7 janvier 1934. Il est inhumé au cimetière du Montparnasse à Paris.

## Distinctions et honneurs

### Décorations
L'ensemble de ses décorations est présenté au musée de la Légion d'honneur.

#### Décorations nationales
- Médaille militaire (8 octobre 1915)[4]
- Grand-croix de la Légion d'honneur (10 septembre 1914)[4]
  -  Grand officier de la Légion d'honneur (16 février 1912)
  -  Commandeur de la Légion d'honneur (30 décembre 1905)
  -  Officier de la Légion d'honneur (11 juillet 1900)
  -  Chevalier de la Légion d'honneur (24 juin 1886)
- Officier d'académie (12 juillet 1880) & Officier de l'Instruction publique (13 juillet 1889)[4]
- Croix de guerre 1914–1918, palme de bronze (deux palmes de bronze)
- Médaille commémorative de la guerre 1870–1871
- Médaille commémorative de la guerre 1914–1918
- Médaille interalliée de la Victoire

#### Décorations étrangères

##### Belgique
- Grand-croix de l'ordre de la Couronne
- Croix de guerre avec une palme de bronze (autorisation du 22 novembre 1918)[4]

##### Bulgarie
- Grand-officier de l'ordre du Mérite militaire (Pour service militaire / 25 novembre 1905)[4]

##### Espagne
- Grand-Croix bleu de l'Ordre du mérite militaire d'Espagne (17 janvier 1906)[4]

##### États-Unis
- Army Distinguished Service Medal (brevet du 16 mars 1927)[4]

##### Éthiopie
- Grand-croix de l'ordre de l'Étoile d'Éthiopie

##### Indochine française(décoration coloniale)
- Officier de l'Ordre royal du Cambodge (1er janvier 1887)[4]

##### Japon
- Grand cordon de l'ordre du Soleil levant (1919)[4]
- 1ère classe (grand-croix) de l'ordre du Trésor sacré

##### Pologne
- Grand-croix de l'ordre Polonia Restituta
- Grand Croix de Ordre militaire de Virtuti Militari
- Croix d'argent de Ordre militaire de Virtuti Militari (1921)[5]

##### Protectorat français au Maroc(décoration coloniale)
- Grand cordon de l'ordre du Ouissam alaouite (10 octobre 1911)[4]

##### Monténégro
- 1re classe (Grand-croix) de l'ordre du prince Danilo Ier (brevet du 17 octobre 1917)[4]

##### Portugal
- Grand-croix de l'ordre de Saint-Benoît d'Aviz

##### Roumanie
- Grand-croix de l'ordre de la Couronne (27 mai 1909)[4]

##### Royaume-Uni
- Chevalier grand-croix de l'ordre de Saint-Michel et Saint-Georges (brevet du 6 juin 1918)[4]

##### Empire russe
- Première classe (Grand-croix) de l'ordre de Saint-Stanislas (brevet du 24 août 1909)[4]
- Chevalier de l'ordre de l'Aigle blanc (brevet du 6 mars 1912)[4]
- 4e classe de l'ordre impérial et militaire de Saint-Georges

##### Saint-Marin
- Grand-croix de l'ordre de Sainte-Agathe (en)

##### Serbie
- Chevalier de l'ordre royal de Saint-Sava (brevet du 15 octobre 1908)[4]
- 1re classe de l'ordre de l'Aigle blanc (brevet du 23 juin 1928)[4]

##### Suède
- 2e classe (Commandeur) de l'Ordre de l'Épée (10 septembre 1902)[4]

##### Protectorat français de Tunisie(décoration coloniale)
- Commandeur de l'ordre du Nichan Iftikhar (11 mars 1901)[4]

### Honneurs
- Une avenue du 16e arrondissement de Paris a été nommée en son honneur, l'avenue du Général-Dubail. Une rue à Belfort et une à Lorient rende hommage au Général Dubail.

## Publications
- Géographie de l'Alsace-Lorraine, avant et depuis 1870 (1877)
- Précis d'histoire militaire (2 volumes, 1879)
- Atlas de l'Europe militaire (1880)
- Nouvelle méthode pratique pour l'enseignement de la géographie (1880-1888)
- Cours classique de géographie (1882)
- Quelques idées sur la poudre sans fumée et la tactique (1891)
- Éducation militaire, traité méthodique (1892)
- Le Livre de l'officier, conseil et méthode pour l'éducation et l'instruction militaires (1892)
- Quatre années de commandement, 1914-1918. (1re armée. Groupe d'armées de l'Est. Armées de Paris.) Journal de campagne. Tome 1 & 2 (1920), Tome 3 (1921).
- La Guerre racontée par nos généraux. I. Général Dubail : De Liége à Verdun. II. Maréchal Fayolle : De la Somme au Rhin. III. Maréchal Fayolle : Les Batailles de la délivrance (3 volumes, 1920)